# Manuel Tarín i Romans
Manuel Tarín i Romans (València, 27 d'octubre de 1938 - 12 d'octubre de 2002) fou un polític i promotor cultural valencià. Treballà de representant comercial. Des de ben jove s'implicà en el moviment cultural, i des del 1969 organitzà el Concurs Infantil Joanot Martorell, concurs literari per a infants. En aquella mateixa dècada impulsà la creació de la Federació d'Entitats Culturals dels País Valencià (FECPV) de la que fou president i que agrupava la major part del valencianisme cultural. El 1974 ingressà en el Partit Socialista d'Alliberament Nacional dels Països Catalans, des d'on en els darrers anys abans de la seua mort havia impulsat la construcció d'un arxiu del partit.